# Станіславув (Ласький повіт)
Станіславув (пол. Stanisławów) — село в Польщі, у гміні Водзеради Ласького повіту Лодзинського воєводства.
Населення — 63 особи (2011).
У 1975-1998 роках село належало до Серадзького воєводства.

## Демографія
Демографічна структура станом на 31 березня 2011 року:
|          | Загалом | Допрацездатний вік | Працездатний вік | Постпрацездатний вік |
| -------- | ------- | ------------------ | ---------------- | -------------------- |
| Чоловіки | 32      | 10                 | 19               | 3                    |
| Жінки    | 31      | 7                  | 19               | 5                    |
| Разом    | 63      | 17                 | 38               | 8                    |